# Hudinja, Celje
Koordinati:   46°14′55.26″N, 15°16′34.05″E
Hudínja (izgovarjava [xuˈdiːnja]) je mestna četrt v Celju, ki se deli na: 
- Zgornjo Hudinjo in
- Spodnjo Hudinjo

V zadnjih letih so v četrti zgradili več sodobnih objektov, na primer Nogometni stadion Celje Arena Petrol, Dvorano Zlatorog, trgovsko-nakupovalno središče Mercator ipd. Četrt ima ime po reki Hudinji, desnem pritoku Voglajne blizu njenega izliva v Savinjo v Celju.